# Бугаевский, Леонид Васильевич
Леонид Бугаевский (16 апреля 1945 — 6 августа 2013, Одесса) — советский боксёр, чемпион и призёр чемпионатов СССР, мастер спорта СССР международного класса. Член сборной СССР.

## Биография
Отец — обувщик, инвалид войны. Мать — домохозяйка. В детстве учился играть на аккордеоне. Но затем, не оставляя занятий музыкой, увлёкся боксом. Два года учился по книге Заслуженного мастера спорта Сергея Щербакова. В 1960 году записался в секцию. Первым тренером для него стал Николай Алексеев. Предпочитал быстрый темп боя. Почти во всех состязаниях ему присуждались призы «За лучшую технику», «Лучший бой» и «За волю к победе».

## Спортивные результаты
- Чемпионат СССР по боксу 1968 года — ;
- Чемпионат СССР по боксу 1969 года — ;
- Чемпионат СССР по боксу 1970 года — ;
- Бокс на летней Спартакиаде народов СССР 1971 года — ;
- Чемпионат СССР по боксу 1973 года — ;